# Mamadou Mbacke
Mamadou Ibra Mbacke Fall (Rufisque, 21 novembre 2002) è un calciatore senegalese, difensore del Barcellona Atlètic.

## Carriera

### Club
Nato in Senegal, ha iniziato a giocare a calcio negli Stati Uniti presso la Montverde Academy di Orlando, in Florida. Il 4 giugno 2021 viene acquistato dal Los Angeles FC, firmando un contratto biennale, con opzione per estenderlo fino al 2024. Esordisce in MLS il 26 giugno, nell'incontro perso per 2-1 sul campo dello Sporting Kansas City, mentre realizza la sua prima rete in campionato il 4 settembre, nella vittoria casalinga per 4-0 ai danni proprio dello Sporting Kansas City.
Il 25 agosto 2022 viene ceduto in prestito al Villarreal fino al termine della stagione 2022-2023, venendo aggregato alla squadra riserve.
Nel 2024 si trasferisce a titolo definitivo al Barcellona Atlètic, dopo aver trascorso la stagione 2023-2024 in prestito.

### Nazionale
Ha giocato nella nazionale senegalese Under-17.

## Statistiche

### Presenze e reti nei club
Statistiche aggiornate al 26 agosto 2022.
| Stagione        | Squadra          | Campionato      | Campionato | Campionato | Coppe nazionali | Coppe nazionali | Coppe nazionali | Coppe continentali | Coppe continentali | Coppe continentali | Altre coppe | Altre coppe | Altre coppe | Totale | Totale |
| Stagione        | Squadra          | Comp            | Pres       | Reti       | Comp            | Pres            | Reti            | Comp               | Pres               | Reti               | Comp        | Pres        | Reti        | Pres   | Reti   |
| --------------- | ---------------- | --------------- | ---------- | ---------- | --------------- | --------------- | --------------- | ------------------ | ------------------ | ------------------ | ----------- | ----------- | ----------- | ------ | ------ |
| giu.-dic. 2021  | Los Angeles FC   | MLS             | 19         | 4          |                 | -               | -               |                    | -                  | -                  |             | -           | -           | 19     | 4      |
| gen.-ago. 2022  | Los Angeles FC   | MLS             | 16         | 1          | USOC            | 3               | 1               |                    | -                  | -                  |             | -           | -           | 19     | 2      |
| giu.-lug. 2021  | Las Vegas Lights | USLC            | 8          | 0          |                 | -               | -               |                    | -                  | -                  |             | -           | -           | 8      | 0      |
| 2022-2023       | Villarreal B     | SD              | 0          | 0          |                 | -               | -               |                    | -                  | -                  |             | -           | -           | 0      | 0      |
| Totale carriera | Totale carriera  | Totale carriera | 43         | 5          |                 | 3               | 1               |                    | -                  | -                  |             | -           | -           | 46     | 6      |